# Tim Sanders
Tim Sanders (Wehl, 6 januari 1986) is een Nederlands voormalig voetballer die als centrale verdediger het beste uit de voeten kwam. Hij speelde van 2010 tot 2015 bij het Groesbeekse Achilles '29, waarmee hij tweemaal de Topklasse Zondag wist te winnen en vanaf 2013 in de Eerste Divisie uitkwam.

## Carrière
Sanders begon zijn voetbalcarrière bij SV Concordia-Wehl. Toen hij gescout werd door BV De Graafschap greep hij zijn kans, maar na drie jaar verliet hij de Doetinchemmers voor het Duitse SV Hönnepel-Niedermörmter. Ook hier bleef hij drie jaar, tot hij in mei 2010 werd bekend dat de lange verdediger naar Achilles '29 zou vertrekken, wie vanaf dat seizoen zouden instromen naar de nieuwe Topklasse Zondag.

### Achilles '29
Onder Eric Meijers werd Sanders al snel een vaste waarde achter in de verdediging. Op 12 september 2010 scoorde hij zijn eerste doelpunt voor de Groesbekers. Op 20 februari 2011 scoorde hij zijn tweede doelpunt. In dit eerste seizoen werd Achilles tweede in de Topklasse Zondag achter FC Oss en incasseerden het elftal van Meijers 25 doelpunten in 28 competitiewedstrijden. In dit seizoen werden de Districtsbeker Oost en de KNVB beker voor amateurs gewonnen.
Als landelijke bekerwinnaar werd er in de strijd om de Super Cup amateurs met 2-1 gewonnen van landskampioen vv IJsselmeervogels. Dit was een voorbode voor het seizoen dat zou komen, want met 71 punten uit 30 wedstrijden eindigden de Groesbekers met een recordaantal punten als zondagkampioen. Met slechts 26 tegendoelpunten lag de basis van dit kampioenschap in de verdediging, waar Sanders het merendeel van de wedstrijden speelde. Ook in de strijd om het algeheel landskampioenschap met SV Spakenburg was de verdediging de basis, want over twee wedstrijden werd er met 5-0 van Spakenburg gewonnen.
In het derde seizoen van Achilles en Sanders in de Topklasse werd het kunststukje onder Jan van Deinsen vrijwel identiek herhaald, want na opnieuw met 2-1 de Super Cup voor amateurs te hebben gewonnen van RKSV Leonidas werd het kampioenschap in de Topklasse Zondag binnengehaald met 68 punten uit 30 wedstrijden en slechts 23 tegendoelpunten. Met 26 basisplaatsen en 2 doelpunten in de competitie had Sanders opnieuw een belangrijke rol in de successen van de Witzwarten. Ditmaal werd het seizoen echter minder euforisch afgesloten, want na een 0-0 gelijkspel op Sportpark De Krom moesten de Groesbekers op De Heikant met 3-0 buigen voor zaterdagkampioen vv Katwijk. De Katwijkers zagen echter af van het promotierecht, waarop Achilles besloot hier gebruik van te maken, waardoor de Witzwarten vanaf het seizoen 2013/14 in de Eerste Divisie zullen acteren.
Sanders maakte onder François Gesthuizen zijn debuut in het betaald voetbal in de uitwedstrijd tegen FC Emmen op 3 augustus 2013. Ook de twaalf wedstrijden hierna stond Sanders in de basis. Door blessureleed miste hij enkele wedstrijden, maar hij kon zijn rentree maken op bezoek bij zijn oude club De Graafschap (2-2). Een paar weken later raakte hij geblesseerd en besloot hij om zich te laten opereren aan zijn achillespees, waardoor hij zeker tot en met februari uitgeschakeld zou zijn. Het herstel verliep echter minder spoedig dan gepland en bovendien kreeg Sanders nu last aan allebei de achillespezen, waardoor hij opnieuw geholpen moest worden en de rest van het seizoen moest missen. Ook de eerste helft van het volgende seizoen zou hij niet meer in actie komen. Op 16 januari 2015 maakte hij zijn rentree tegen Jong PSV en opende hij na een kwartier spelen de score met een kopbal uit een vrije trap van Thijs Hendriks.

### SV Spakenburg en DFS
Op 2 maart 2015 werd bekend dat Sanders een contract getekend had bij regerend landskampioen bij de amateurs, SV Spakenburg.
Vanaf medio 2017 kwam Sanders uit voor SV DFS. Daar beëindigde hij medio 2019 zijn loopbaan.

## Statistieken
| Seizoen                    | Club            | Land            | Competitie      | Competitie | Competitie | Beker | Beker | Overig | Overig | Totaal | Totaal |
| Seizoen                    | Club            | Land            | Competitie      | Wed.       | Dlp.       | Wed.  | Dlp.  | Wed.   | Dlp.   | Wed.   | Dlp.   |
| -------------------------- | --------------- | --------------- | --------------- | ---------- | ---------- | ----- | ----- | ------ | ------ | ------ | ------ |
| 2013/14                    | Achilles '29    | Nederland       | Jupiler League  | 15         | 0          | 1     | 0     | -      | -      | 16     | 0      |
| 2014/15                    | Achilles '29    | Nederland       | Jupiler League  | 6          | 1          | 0     | 0     | -      | -      | 6      | 1      |
| Carrière totaal            | Carrière totaal | Carrière totaal | Carrière totaal | 21         | 1          | 1     | 0     | 0      | 0      | 22     | 1      |
| Bijgewerkt tot 10 mei 2015 |                 |                 |                 |            |            |       |       |        |        |        |        |

## Erelijst
Achilles '29
- Topklasse Zondag: 2012, 2013
- Algemeen amateurkampioenschap: 2012
- Districtsbeker Oost: 2011
- KNVB beker voor amateurs: 2011
- Super Cup amateurs: 2011, 2012
- Gelders sportploeg van het jaar: 2012